# Debrecen városrészei

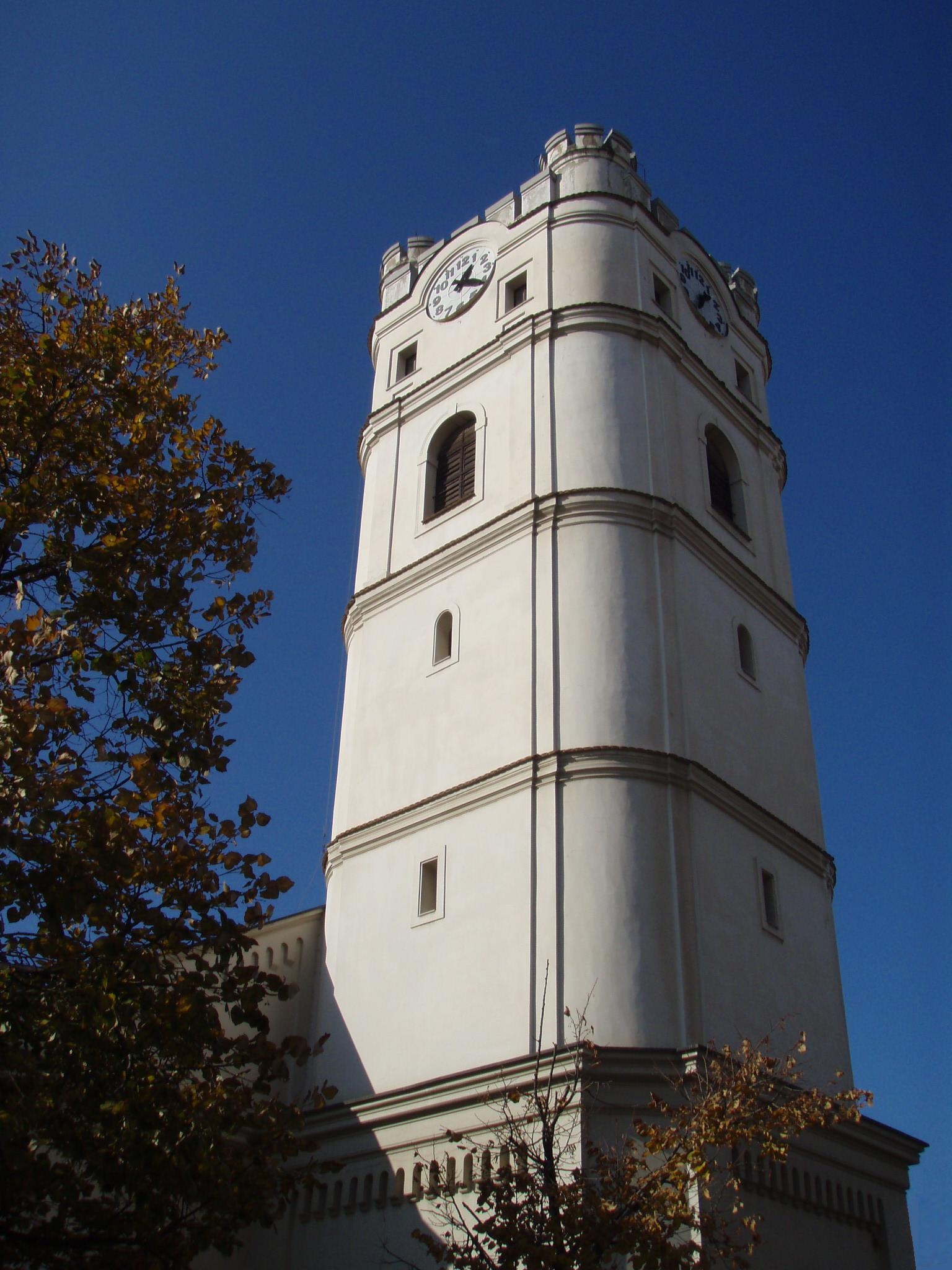
A Csonkatemplom tornya

Debrecen városrészei közül soknak a nevében szerepel a kert, illetve a telep szó. Ez kialakulásuk körülményeire utal.

## Városrészek

### Belváros
A történelmi városmag a város tengelyét képező Piac utca két oldalán, az egykori árokkal megerősített városfallal körbe kerített területen jött létre. Az árok építését még Zsigmond király engedélyezte a 15. század elején, eredetileg kőfallal. A kőfal sohasem épült meg, tekintve, hogy az Alföld híján van kőben. A fal helyett líciumtövissel, gledícsával kerítést építettek, mely 450 évig állt fenn. Jelképességét jelzi, hogy a magisztrátus szigorúan büntetett minden, a kerítéssel kapcsolatos kihágást. A kör alakú kerítést a nagyobb utcák torkolatánál kapuk és kisajtók (gyalogosátjárók) szakították meg, megfelelő őrséggel ellátva.
A városárkot 1862-ben töltötték fel, ekkor bontották le az őrházakat is, helyettük vámházakat emeltek. A kerítésen hét nagyobb kapu és ugyanannyi kisajtó volt. A kapuk: Miklós utcai kapu (a mai utca végén), Német utcai kisajtó, Hatvan utcai kapu (Csap és Nyugati út torkolatánál), Mester utcai kapu és kisajtó (a Hortobágy malom környékén), Csemete utcai kisajtó, Péterfia utcai kapu (a Bem tér és Ajtó utca torkolatánál), Cegléd utcai kisajtó, Szent Anna utcai kapu (a Vígkedvű Mihály utca és Attila tér környékén), Boldogfalvai kisajtó, Várad utcai kapu és kisajtó (a Nagyállomással szembeni Wesselényi utcán a felüljáró felhajtójánál). A várárok vonala – és egyben a Belváros határa – nagyjából a Wesselényi utca – Erzsébet utca – Külső Vásártér – Nyugati utca – Segner tér – Vendég utca – Mester utca – Honvéd utca – Eötvös utca – Rakovszky utca-Bocskai tér – Hajnal utca – Attila tér útvonalon halad körbe.
A belváros központi területe a Nagytemplom szűkebb környéke, innen indul ki a város főutcája, a Piac utca, kelet-nyugati irányban kereszteznek az úgynevezett „derék-utcák” (pl. Széchenyi, Kossuth, Csapó utcák). A belváros emeletes házai főleg a Piac utca vonalán és a keresztutcák első felében találhatóak.

### Lakótelepek
Dobozi lakótelep
Körülbelül a Rakovszky utca–Faraktár utca–Ótemető utca–Luther utca által határolt területen fekszik, a város keleti részén, a Belváros mellett. A Dobozi temető helyén épült fel 22 hektáros területen, az építkezés 1957-ben kezdődött, tízemeletes beton tömbházakkal. Itt áll a nagyváros második víztornya.
Libakert
A Belváros északi peremén fekvő nagy vízállásos terület, amelyet Libatónak is neveztek. Vizét a vízzáró alaptalajnak köszönheti, melyet a városon átfolyó állandó erek töltöttek fel még a Tisza szabályozása előtti időkben. Hosszú ideig tartott a feltöltése a 19. században. Előbb konyhakertészet lett, majd 1954-től kezdődően itt épült fel a város első új lakótelepe, az Új Élet Park és több iskola is található itt. Nemrég itt épült fel az Arany János tér, egy régi elhagyott rossz állapotú épület helyére. Jelenleg ez az egyik legrendezettebb terület a lakótelepen.
Tócóskert

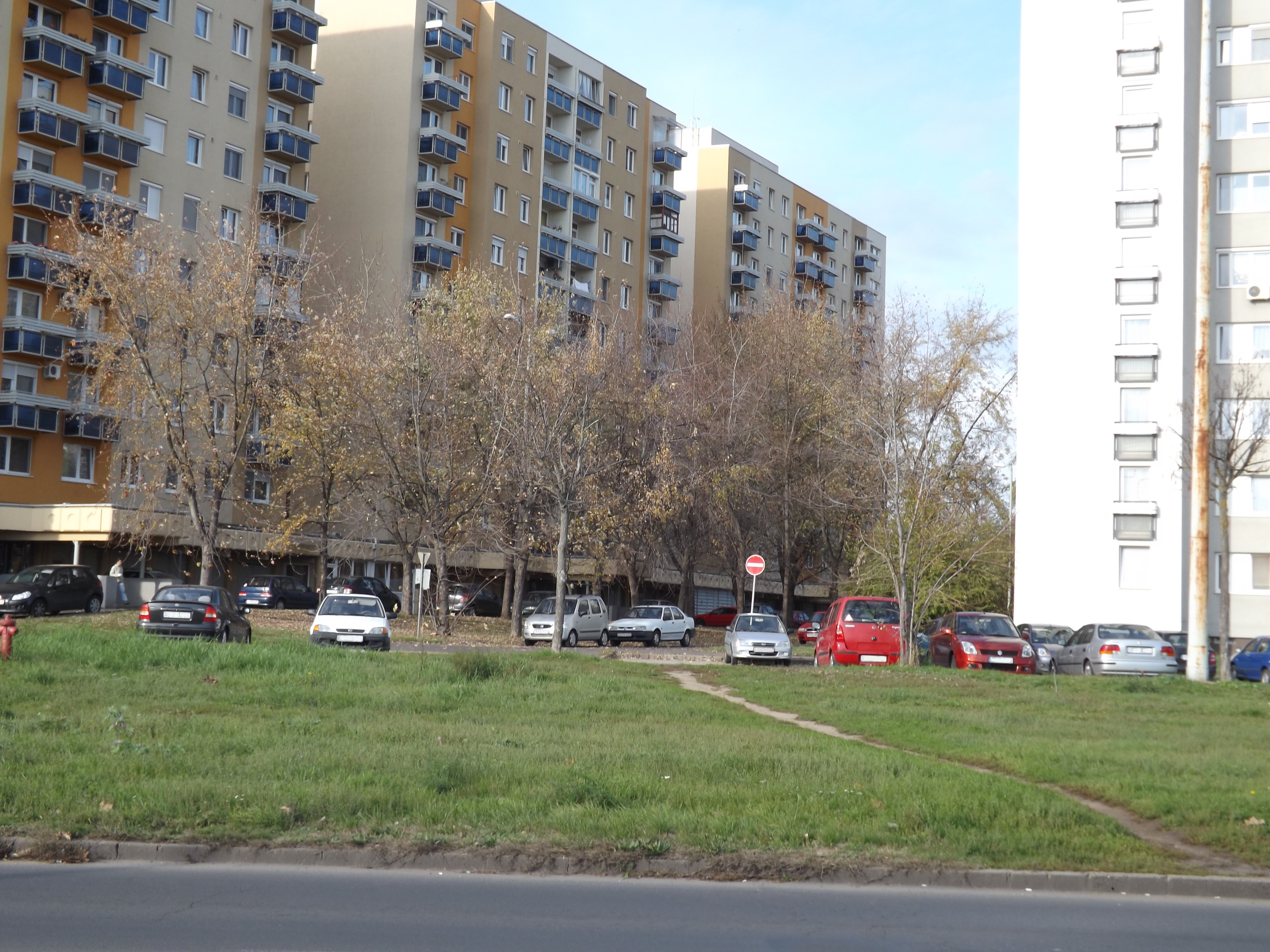
Panelházak Tocóskerten

A város délnyugati részén, a Tócó mellett fekszik, már az 1500-as évektől feljegyezték a nevét, Debrecen legrégibb szőlőskertje. Az 1980-as évek közepén épült lakótelep a területén. 1997-ben kapott református és katolikus templomot. Az István út, a Vincellér utca, a Derék utca és a Kishegyesi út határolja.
Tócóvölgyi lakótelep

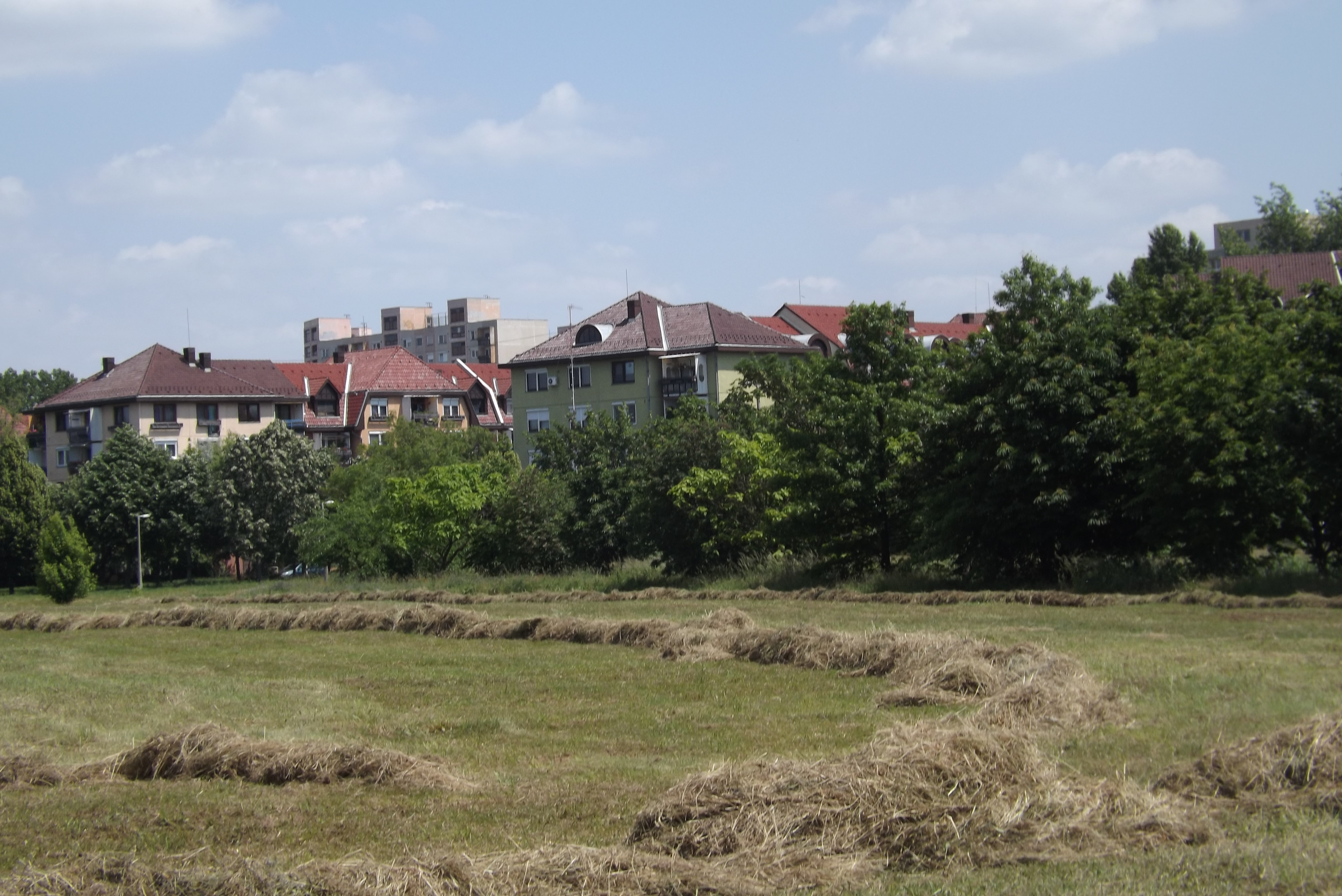
A Tócóvölgyi lakótelep látképe nyugati irányból

A lakótelepet az 1980-as évek végén kezdték el építeni, az 1990-es évek elejére készült el, a korábbi lakótelepeknél modernebb kialakítással. Ezt a lakótelepet építették utoljára előre gyártott házgyári elemekből. Érdekessége, hogy az épületek földbe süllyesztett cölöpökön állnak, mivel a völgy egykor a bővizű Tócó-patak ártere volt. A mocsaras talajt így kellett megerősíteni a nehéz épületek alapozásánál. Mára a Tócóban épp hogy csak csörgedezik a víz.
Újkert
1750 körül keletkezett a város északnyugati részén, a Vénkerttől északra. Az 1970-es években épült a lakótelep. Délen a Füredi út, nyugaton a Böszörményi út, északon a Doberdó utca, keleten a Nádor utca, a Thomas Mann utca, a Mikszáth Kálmán utca és a Kartács utca határolják. Budapesten kívül itt épültek tíz emeletesnél magasabb lakótelepi toronyházak. (összesen 9 darab)
Vénkert
A 16. században keletkezett a város északnyugati részén, emlegették mesterutcai kapun kívüli és Csemetén kívüli kertnek is. Nevét a 18. század közepén kapta, amikor tőle északra megnyílt az Újkert. Az 1970-es években épült lakótelep a Mester utca–Böszörményi út–Füredi út–Dózsa György utca–Csemete utca közötti részen található.
Wesselényi lakótelep
A Wesselényi lakótelep a Belvárosba ékelődött modern lakótelep, az 1990-es évek elején épült. Nagyjából a Wesselényi utca–Sumen utca–Szent Anna utca háromszögben található.

### Kertségek
Debrecenben a 17-18. században a szálláskertes-ólaskertes településforma volt jellemző. A hosszan elnyúló telkek hátsó részén, túl a gazdasági udvaron, dúsan termő szőlők és gyümölcskertek voltak a 18. század végétől kezdve. A kertségek területe 1000 holdat tett ki. A lakosság növekedésével egyre kisebb területre szorultak vissza a kertek, és az újabb utcák nyitásával lassan beépültek, ez arra késztette a várost, hogy az a város árkán túl létesítsen megfelelő területet a szőlők, gyümölcsösök és veteményesek számára. Így alakultak ki a várost övező kertségek. Az 1760-80-as években 15 ilyen kertség ölelte körbe a várost. Nagy részük szőlőskert volt. Nemcsak gazdasági hasznot hoztak, hanem a város levegőjét is tisztították.
A városi tanács 1890-ig szigorúan tiltotta a kertségekben a lakóházak építését. A lakosság 1890-1910 között megkétszereződött, egyre többen települtek ki a kertségekbe. A Boldogfalvi-, Csapó- és a Homokkert teljesen beépült a 20. század elejére. A lakótelepek terjedésével a kertségeket felszámolták és bérházakkal építették be, emiatt fokozatosan kintebb szorultak Martinkára, Bocskaikertbe, Pacra, Halápra, Nagycserére. A kialakult kertségek ma a lakótelepekben is viszik tovább a nevüket: Liba-, Téglás-, Vén-, Új-, Boldogfalvi-, Epres-, Tócós-, Csapó-, Posta-, Sesta-, Homok-, Séta-, Csemete-, Komlós-, Varga-, Zsidó-, Csige-, Péterfia utcai, Széchenyi-, Hatvan utcai, Köntöskert.
Homokkert
A Homokkert a 17. század közepén keletkezett a város déli részén. Régebbi neve Szent Anna-i, vagy boldogfalvi kívüli kert volt. A Belvárostól délre, a Vágóhíd utca–Rigó utca–Leiningen út–Mikepércsi út által körbevett területen található. Központi utcája a Szabó Kálmán utca.
Boldogfalvi kert
Boldogfalva melletti cívis szőlőskert, a 20. század elejére belterületté vált. Délen az Epreskert határolja.
Vargakert
A 17. század elején keletkezett. A várostól délnyugatra, a Debrecen–Budapest vasútvonal mellett fekszik. Valószínűleg a cserzővargákról kapta a nevét, akiknek itt voltak szőlői. A második világháború folyamán több bombatalálatot kapott.
Postakert
A 18. század végén alakult ki, a posta megszervezésének idején. 1570-ben Szent Miklós utca végében lévő kert, majd a 18. század elejétől Patikás-kertnek nevezik. A mai István út – Szoboszlai út – Bornemisza utca által bezárt terület.
Széchenyi-kert
A 16. század végén keletkezett, előtte Német utcai kisajtónál lévő kertnek nevezték, majd 1715-től Koskertnek, a környező juhlegelő miatt. A 19. századtól Zsidókertnek nevezték, mert keleti oldalán volt a „zsidók traktírháza”, ahol a vásárra érkező zsidó kereskedők szállást és kóser élelmet kaptak. A Széchenyikert nevet csak 1927-ben kapta.
Hatvan utcai kert
A 16. században keletkezett a Hatvan utcai kapun kívül, a mai Kishegyesi út–Bartók Béla út–Pesti út közötti területen. Területén volt a Hatvan utcai temető, melyet 1700-ban nyitottak, itt nyugszik Csokonai Vitéz Mihály.
Csigekert
A 16. században keletkezett a várostól nyugatra, a mai Bartók Béla út és Balmazújvárosi út között.
Csemetekert
A Vénkert melletti kisebb lakótelep az 1960-as években épült. A Csemete utca, a Honvéd utca, a Bethlen utca és a Mester utca határolják.
Sestakert
A város északnyugati részén, a Sexta-domb környékén keletkezett a 19. század elején. Szőlős- és gyümölcsöskert volt. Móricz Zsigmond és Tóth Árpád műveiben is szerepel. Ma lakótelepi épületek épültek a helyén. Keletről az Egyetem sugárút, nyugatról az Újkert határolja.
Kertváros
A Böszörményi út nyugati oldalán, az Újkert mellett terült el, az egykori baromvásártér helyén. Az 1950-es években egyszoba-konyhás sorházakból épült városrész, mely a háború utáni lakásínség enyhítésének első ütemében készült.
Köntöskert
A Bartók Béla út, a Balmazújvárosi út, a Balmazújvárosi vasútvonal és a Csigekert közötti terület. 1700-tól közlegelő és szőlőskert. Egykor a Köntös nevezetű vízfolyás szelte át, innen a neve, mely a Köntösgát alatt átfolyva a Tócóba torkollott. Ma belterület, néhány kiskerttel.
Tégláskert
A várostól délre eső téglavető terület földjét 1871-ben parcellázták fel. A Budapest–Debrecen vasútvonaltól déli irányba terjed és Szepesig tart. Itt volt a Vecsey-Balogh téglagyár.
Epreskert
A mostani repülőtér város felé eső részén terült el. II. József rendeletére hozták létre selyemhernyó-tenyésztés céljából. Az Olaszországból hozatott szakértő személyzet ellenére sohasem lett jövedelmező, ezért felhagytak vele. Később itt tartották a ménállományt, itt idomították a csikókat. A mai repülőtér kifutópályáinak helyén legelő volt, itt folyt a törzsménes csikóinak leválasztása, bélyegzése és tartása. Itt istállózták a város gazdasági lovait is. Mára a repülőtér és a Boldogfalvi kert közti lakóterület.
Csapókert
A Csapó utcai kapun kívül lévő kertnek is említették. 1675-ben osztották fel szőlő és gyümölcsös céljára a homokdombos területet. Ma már belterületnek számít. Nyugaton a Kassai út, északon a Sámsoni út, az Acsádi út, délen az Ótemető utca és a Vámospércsi út határolja.
Domokos Márton-kert
1731-64 között nevezték el Domokos Mártonról, a város főbírájáról. Kertségi rész a város északnyugati részén Nyulas mellett. Területén volt az 1849-es debreceni csata, az itt álló halmot nevezték át Nagysándor-halommá, rajta a csata emlékművével, mellette egy kisebb hősi temetővel.
Nagy Mihály-kert
Ritkás tanyajellegű kertség a város délnyugati részén, a Határ útról nyugatra, az országos 4-es főút mellett.
Mészáros Gergely-kert
A város délnyugati szegletében, a Basahalmon kívül terül el, a 4-es országúttól délre. Ritkás, tanyajellegű kertség.
Biczó István-kert
A város délkeleti részén elterülő külső kertség a Lencztelepen és a József Attila-telepen túl.
Ungvárikert
Az Ungvári család több tagja vásárolt telkeket a város keleti részén, a róluk elnevezett kertségben. A kertség a Létai út végén található, a Kondoros mentén.
Bayk András-kert
A város egykori főbírájáról elnevezett külső kertség a város keleti részén, az Ungvári kerten túl található, a Létai út két oldalán.
Meggyeskert
A Csapókerten túli ritkás tanyaszerű kertség a város keleti részén.
Gáspár György-kert
A város főbírájáról elnevezett kertség. Az 1990-es években 60 lakója volt.
Méhészkert
A Gáspár György-kerten túli külső kertség, ritkás betelepítéssel.
Harsteinkert
A 19. században betelepült Harstein család ezer holdnál nagyobb birtokkal rendelkezett. A század végén Harstein Kálmán tíz hold földet adott gazdasági ismétlő iskola költségeire, felesége pedig 30 iskolaköteles cselédgyerek téli ruházkodásáról gondoskodott. A kertség Józsa és Debrecen között terül el.
[Bővebben itt olvashatsz.]

### Telepek
A telepek 1858-tól kezdtek kialakulni a majorsági földeken, szőlőskertekben és az új földeken. Leginkább a tulajdonosaikról nevezték el őket. 1929-ben: Vida-, Szotyori-, Grósz Nagy Ferenc-, Katz-, Bekecs-, Böszörményi-, Márton Kálmán-, Emerich-, Nyilas-, Geréby-, Bozzay-, Bihary-, Barcsay-, Vályi Nagy-, Poroszlay-, Márk Endre-, Kerekestelep szerepelt Debrecen térképén. A háború után a Szotyoritelepet Rákosi-, majd Nagysándor-teleppé nevezték át. A Wolaffkatelepből József Attila-, a Nyilas-telepből Szabadságtelep lett.
Bozzay-telep
A Szabadságtelep déli részén kialakított kertvárosi telep a Diószegi út mentén.
Júliatelep
A város északkeleti részén húzódó kertség a Sámsoni út és az Apafai erdő között. 2007-ben közművesítették.
József Attila-telep
A város déli részén a Monostorpályi út és a Diószegi út közötti telep. Eredetileg Wolaffkatelepnek nevezték a háború előtt.
Kerekestelep
A Kerekestelep a 19. század elején épült ki a város déli részén, a Homokkert és a Várad utcai temető között. A Mikepércsi út és a Leiningen út határolja.
Lencztelep
Lencz Géza egyetemi tanár, lelkész, egyháztörténészről elnevezett kertvárosi telep a város délkeleti részén a Monostorpályi út végén, kertségekkel.
Nagysándor-telep
A Kishegyesi út választja el a Vulkántelepről. A Kishegyesi és a Balmazújvárosi út között fekszik, előző neve Rákosi-telep, előtte Téglavető volt.
Szabadságtelep
Újonnan kialakított telep a város keleti részén a Vámospércsi út mentén. Eredeti neve Nyilastelep volt, egykori tulajdonosa után.
Vulkán-telep
A 19. században épült ki a Tócó patak nyugati oldalán, a Határ és a Kishegyesi utak mentén. Itt létesült a Debreceni Innovációs Park a valamikori Ifjúsági Sporttelep és a Lőtér helyén.

### Korábban önálló települések
Boldogasszonyfalva, Boldogfalva (Torna)
Boldogfalva Debrecentől délre fekvő Árpád-kori település volt, korábbi nevén Torna.
Nevét 1282-ben Turnea néven említette először oklevél. Első birtokosa a Miskolc nemzetségbeli Torna volt, felesége Buchou 1230 körül örökbefogadta a Hont-Pázmány nemzetségbeli Paznant és ráhagyta Tornát, melyben a boldogasszony egyház állt.
1289-ben a szörényi bán szerezte meg birtokul. Templomának védőszentjéről kapta a nevét Boldogasszonyfalva, rövidebben Boldogfalva. A 49 nemesi portából álló település a 17. század közepén beolvadt Debrecenbe. Ekkor körbekerítették a város árkával úgy, hogy a nemesi csapszékek és az Ispotály kívül maradtak. A mai vasútállomás területén és környékén helyezkedett el.
Nyulas
A Nagyerdőtől nyugatra, a Böszörményi út két oldalán elterülő városrész ma belterület, lakótelep, régen legelő volt, lóversenypálya, sport-, majd katonai repülőtér volt itt. Határában népvándorláskori és még régebbi sírokat találtak.
Apafa/Apafája
A honfoglaló nemzetségek egyikének, a Gutkeled nemzetség Apa-ágának emlékét őrzi. Debrecen határához tartozik, a várostól északkeletre fekszik. 350 holdas erdőség Pallag és Nagycsere között.
Dombostanya
Debrecentől északkeletre, a nyírbátori vasútvonal mellett fekszik. Az egykori Parlag falu 14. században épült gótikus kegyúri templomának romjai láthatóak itt. Laza tanyaszerű kialakítású külterület.
Pallag
Eredeti nevén Parlag. 1210-es írásos dokumentumban már faluként említik. A 16. században 30-40 telkes falu. 1660 körül néptelenné vált, ezt követően vette zálogba Debrecen. Az 1850-es évekig csapszék is állott itt, az Úrdomb nevű részen. Dombostanya vasúti megállójától nyugatra fekszik az Árpád-kori Parlag falu templomromja, melyre 1993-ban emlékmű épült Rácz Zoltán tervei alapján. A mai Pallag központjában van a Balásházy Mezőgazdasági Szakközépiskola, a volt Gazdasági Akadémia épületében. Pallagon és a régi Monostoron volt az akadémia 600 holdas mintagazdasága.
Monostor
Debrecentől északra fekvő erdősség, hajdan néhány család lakta település. A nevét adó középkori – a 12. század második felében épült – templomának (monasterium) alapfalait Zoltai Lajos tárta fel 1911-ben. Eredetileg várbirtok volt, majd a Gutkeled Apay-ágának birtoka lett. A 16. század végén elpusztult. Debrecen a 17. században vette zálogba. Faállománya főként tölgy, amely akáccal, kőrissel és szillel elegyes. Területe 1933-ban 847 hold volt.
A debreceni és hadházi birtokrészt elválasztó határút a Templom-hegy tetején vezet keresztül: a félkörív alakú szentély, a sekrestye és a hajó keleti részének az alapfala debreceni földben, a bejárati rész és a hajó alapfalainak a nyugati része hadházi földben található. A templomnak (monostornak?) nem volt sem tornya, sem támfala. Külső hossza 19,6 méter volt, ebből a szentély hossza 7,1 méter.
„Eléggé ép falait” Zoltai Lajos 1911-ben feltárta. A hajóban több feldúlt sírt (három koporsó maradványát és szétszórt csontokat) talált. Előkerültek apró bronz ékszerek is. Kincskeresők a templomromot és a körülötte elterülő temető sírjait az elmúlt századokban többször feldúlták, de a legnagyobb pusztítást a határút karbantartói végezték az 1960-as évek végén: földgépekkel az út templom-hegyi szakaszát legyalulták, hogy a téglatörmelékes földdel a közeli kátyúkat feltöltsék. Ezzel a rombolással helyrehozhatatlan károkat okoztak az alapfalakban.
Kincsek a láng alatt
Érdekes szájhagyomány és szokás fűződik a monostori Templom-hegyhez. 1594-ben, amikor a monostoriak hírül vették, hogy Grazi Giráj tatár kán pusztító hordái Huszt felől Debrecen felé tartanak, menekülés közben a templom közelében elásták a kegyszereket, kincseket. (Akkor kerülhetett a földbe a Nemzeti Múzeumban kiállított 12. századi monostori bronz gyertyatartó is.) A tatárok raboltak, kegyetlenkedtek, minden települést felperzseltek, amely az útjukba került. Hadjáratuknak Szabolcs megyében 106 község esett áldozatul.
Ekkor pusztult el a Bihar és Szabolcs megyéhez tartozó Monostor is. A templomból csak az üszkös, romos falak maradtak. Ám azon a helyen, ahol a magyarok a kincseket elásták, minden tavasszal - „Szent György-nap éjszakáján, pontban éjfélkor” - lángcsóvák lobbannak fel a földből. Ha valaki az ingével vagy a kabátjával letakarja a tüzet, alatta megtalálja a kincseket.
Az első világháború előtt még élt ez a hagyomány. Hadházi és józsai legények éjszaka elindultak a monostori határba kincset keresni. Az idősebbek, hogy megtréfálják a fiatalokat, titokban vittek magukkal egy-egy csóva szalmát is, és hol itt, hol ott lobbantották fel a tüzet.
Az ifjabb, tapasztalatlanabb legények pedig csetledezve-botladozva szaladgáltak a sötétben egyik dombról a másikra, hogy levetett ingükkel letakarják a tüzet. A szalma azonban hamar elégett, a Templom-hegy kincseit pedig soha senki sem találta meg.
Macs
Debrecentől északnyugatra eső egyházas falu volt a középkorban. A dobokai vár alá tartozó birtok a Tócó keleti oldalán. 1284-ben kapta Debreceni Rofoyn IV. Lászlótól. A török idők során elnéptelenedett. Egyik részét Bocskai Istvántól kapta meg Debrecen 1605-ben, a másik részét 1616-ban zálogba vette. Templomát Zoltai Lajos tárta fel 1912-ben. Macs másik része Kismacs, ami szintén a Tócó mentén épült, a Böszörményi út és a Tócó között. Ma Józsa része.
Ondód
A régi Bellegelő, Ebes, Hegyes, Cuca és Macs határolja. Valószínűsíthető, hogy Ond vezér birtoka volt, bár nincs rá közvetlen bizonyíték. Debrecen környéki puszta volt hajdan, de már 1571-től kezdve a házak után kiosztott föld gyanánt szerepel, s így a legrégebben művelt terület. Nyugati csúcsa Cuca néven ismert. Utóbbit 1571-ben ház után való földnek osztották ki debreceni polgárok részére. A nevének Kishegyesre való módosítására felterjesztett javaslatot a Földrajzinév-bizottság 2001. március 28-ai 38. ülésén a 38/381. határozatban elutasította.
Lomb
Más néven Szentkereszt. Neve 1213-ban szerepel először írásosan. Árpád-kori templomos falu volt, várbirtok, határos Szepes, Hegyes és Ebes falvakkal. Bihari várnép lakhatta. A mai Ondódba olvadt be.
Szepes
Debrecentől délre, a Basahalmon túl, a Tócó mellett terül el. Árpád-kori egyházas falu volt, 1235-ben említi a Váradi regestrum. Birtokosai nemesek voltak. A 15. században kéttemplomos falu. Csécs és Szabolcs földjeit beolvasztotta a határba. 1600 után már pusztaként említik az iratok. Debrecen tulajdonába a 16. század folyamán került.
Pac
Árpád-kori egyházas falu volt a Debrecentől keletre fekvő erdőspusztákon, a Kondoros partján. Birtokosai a Szepesi grófok voltak. Népessége lassan elfogyott, 1561-ben már pusztaként említik. 1620-ban örökáron megvásárolta Debrecen és majorsági földeket művelt rajta. Templomának alapfalait az 1880-a években szedték fel. Harangját 1667-ben még őrizték Debrecenben. Régi vízfolyásai a Bocskoros, Katika voltak. Déli része Veker, 1650-től külön említik. A településen a Wolf Lipót és fiai cég tulajdonosai kastélyt építettek és többévig birtokoltak. 1941. július 1.-én Lenz József (1897-1965) nagykereskedő, kereskedelmi tanácsos átvette a volt Wolf Lipót és fiai cégtől megvásárolt Debrecen melletti paci kastélyt, földjeit és szőlőjét, amely onnantól lett a család egyik kedvenc pihenőhelye. Ezt onnantól a Lenz kastélyként ismerték.
Veker
1650-től külön említik a paci erdőspuszta déli részén. A város majorsági földjei voltak rajta, később erdőt telepítettek ide. 1975-ben mesterséges tavat alakítottak ki a lápos, mocsaras részből, kis szigettel a közepén, csónakkikötővel. A tó mellett kemping, sportpályák, éttermek, ifjúsági tábort alakítottak ki. Kedvelt pihenőövezete Debrecennek, csak 6 km-re a városmagtól.
Bánk
Az Árpád-korban keletkezett legkorábbi magyar település egyházas falu eleinte nemesi birtok volt. 1570 után fokozatosan elnéptelenedett. Debrecen 1674-ben vette zálogba, már pusztaként. 1854-ben a debreceni kommunitás tulajdonába került. 1935-ben akáccal vegyes tölgyerdeje a szántókkal, rétekkel és legelőkkel 3600 holdat tett ki. Régi vízfolyásai a Sikéres, Szárcsás voltak. Ma Debrecen kedvelt kiránduló- és pihenőhelye. Középkori templomának alapfalait feltárták. Itt létesült a Bemutatóház és Arborétum, az erdőspuszta egyik legérdekesebb része. A táj növény- és állatvilágának bemutatása mellett a történelmi múlt és a tanyai élet emlékei láthatók itt.
Fancsika
A debreceni erdőspuszták egyike. A 12. században falu. 1574-ben, a török időkben elpusztult. Debrecen előbb zálogba vette, majd örökös joggal megvásárolta. 12. századi templomának alapfalait 1982-ben tárták fel és állították helyre. A középkori Fancsikába olvadt be az Árpád-kori Újlak, amelyről már 1219-ben esik okleveles említés, mint a Gutkeled nemzetség birtokáról. 1935-ben akáccal elegyes erdeje, rétje, szántója és legelője 1350 hold. Régi vízerei a Gencsi-, Balaton- és a Szerencsi-folyások voltak. Ma laza tanyahálózat, a debreceniek kedvelt kirándulóhelye, főként a tórendszer kialakítása óta. A Fancsikai-tavakat az 1970-es évek elején a várostól keletre fekvő kis vízfolyások vizeinek felduzzasztásával hozták létre üdülési-pihenési célokra. Sekély vízmélység, eliszaposodás és folyamatos ökológiai vízromlás jellemzi őket.
Nagycsere
Debrecen legrégibb erdőspusztája. A Debreceni család 1370-ben szerezte meg birtokul, az ő adományukból 1406-tól a városhoz tartozik. Területén volt két egyházas falu: Soma és Szata és két templom nélküli: Ároktelke és Likaháza. A nagycserei templomot Zoltai Lajos tárta fel 1923-ban- Legnyugatibb része Ároktelke, nevét a határán áthúzódó Ördögárokról kapta. 1935-ben 3215 hold volt a területe. Kecske, Kelemen és Szata folyásai régi vízerek voltak. A közelében folyik a Cserei-ér. Ma kedvelt városi kirándulóhely.
Soma
Lakott település volt Nagycsere területén. 1220-ban már írásban említik. Dózsa mester 1311-ben kapta a királytól. 1406-ban már Debrecen város birtokaként szerepel.
Szalóksámson
Település volt a mai Nagycsere nyugati részén. A 14. században még templomos falu a Perzse dombja körül. Debrecen birtokába a 15. században került már pusztaként, előbb Brankovics Györggyel közösen, majd egyedül birtokolta.
Kondoros
Az azonos nevű vízfolyás partján állt település, amelyet 1429-ben már pusztaként említenek az iratok. „Emberemlékezet” óta Debrecenhez tartozott. Jelenleg zártkert a debreceniek hétvégi telkeivel.
Haláp
A debreceni erdőspuszták területén az Árpád-korban templomos falu volt. Észak-bihari nemesi birtokosok települése, 1360 körül a Debreceni család birtoka. A török időkben lakói Debrecenben menekültek, így néptelenedett el. Debrecen 1660-ban vette zálogba, 1854-ben pedig megvette. 13. századi kis templomának romjait 1906-ban tárta fel Zoltai Lajos. 1933-ban területe 5900 hold volt (erdő, legelő, szántó, szőlő, nádas, mocsár). Régi vízfolyásai a Körös, Kőrises, könyöklő. Álló vizei Pokolmező, a Tökös-tó voltak.
A Debrecen–Vámospércs országút mellett álla csárda. 1731-ben előbb egy földbe süllyesztett pince, majd a 19. század elején épült téglaoszlopos vendégfogadó népies klasszicista stílusban Köhler György tervezésében. Ma is áll és működik.
Debrecentől 12 km-re terül el a Halápi-víztározó, mint az erdőspusztai tórendszer része. 67 hektáron 760 000 m³ vizet tárol. Az 1990-es évek aszályos éveiben vízszintje a többi tóhoz hasonlóan jelentősen apadt.
Józsa
Honfoglalás kori település Debrecentől északra. 1877-ben alakult két községgé Alsó- és Felsőjózsa néven. 1927-ben egyesültek, ettől fogva Józsa a neve. 1982-ben egyesült Debrecennel. Ősi temploma a 13. század első felében épült, jelenleg már csak romjai vannak.
Bővebben itt olvashatsz

### Egyéb
Fészek lakópark
A Kishegyesi út bal oldalán fekszik (a városból Ondód felé tartva), a vasúti átkelő utáni kis méretű lakótelep. Pécsen is létesült ilyen névvel lakópark, amit az Erste Bank finanszírozott.
Ispotály lakópark
Boldogfalva területén létesített lakópark, 2006 végén épült fel a régi gyártelep helyén, az Ispotály utca környékén, közel a Nagyállomáshoz.
Liget lakópark
Új, a 2000-es évek elején épített lakópark a város nyugati részén a Kertvárosról nyugatra, a Balmazújvárosi út mellett.
Olajütő
A város keleti részén fekszik, a Csapókert és a Szabadságtelep között. Nevét a 18. században ide telepített olajmalmokról kapta. A malmokat tűzveszélyességük miatt kellett kitelepíteni a városból. Ezek a kis műhelyek tökmagból világítóolajat, napraforgóból főző-, repcéből gépolajat készítettek. Az Olajütőt a 19. század második felében lepték el a nincstelen önkényes betelepülők. Összevissza, rendezetlenül épült nyomorúságos kunyhók, viskók halmaza volt, sokszor csak 20-25 négyszögöles telken, közművek és egészségügyi rendszabályok nélkül. A villanyt csak 1950-ben vezették be. Rendezésére jóval a II. világháború után került sor.